# Гачник
Гачник (словен. Gačnik) — поселення в общині Песниця, Подравський регіон‎, Словенія.